# Droit de la santé
Ne doit pas être confondu avec Droit à la santé.
Le droit de la santé comprend l’ensemble des règles juridiques qui s’appliquent à l'organisation et au fonctionnement des activités exercées dans l’intérêt de la santé des personnes. La définition du droit de la santé donne lieu à de nombreuses controverses en doctrine, liées à l’évolution de l’état de l’art, à la finalité - curative ou non - des interventions et aux fluctuations des politiques publiques. Toutefois, il est possible de déterminer son contenu au-delà de la pluralité des disciplines (droit constitutionnel, droit civil, droit pénal, droit administratif, droit commercial, droit fiscal) et des droits matériels mobilisés :
- pour ce qui concerne la gouvernance publique de la santé :
  - le droit de la santé publique, qui traite des droits et obligations de la puissance publique en matière de protection de la santé de la population, notamment s’agissant de la police de la qualité de l’eau et des aliments, la protection maternelle et infantile (PMI), la protection sanitaire de l’environnement, les luttes contre l’alcoolisme, la toxicomanie, le tabac, le dopage, ou encore en cas d’épidémie, d’accident sanitaire ou environnemental. Ce droit comprend également des dispositions de protection du lanceur d’alerte qui témoigne de bonne foi de faits relatifs à un risque grave pour la santé publique ou l'environnement ;
  - le droit des institutions publiques de santé, qui décrit l’organisation et le fonctionnement des Administrations et agences publiques chargées de prérogatives de régulation et de police administrative des activités de santé ;
  - le droit de la sécurité sociale pour la partie qui détermine l’organisation et le fonctionnement de l’assurance maladie, y compris dans sa dimension financière ;

- pour ce qui concerne l’exercice individuel des activités de santé :
  - le droit des professions de santé médicales (médecin, chirurgien-dentiste, médecin-biologiste, sage-femme) ;
  - le droit des professions pharmaceutiques (pharmacien, préparateur en pharmacie) ;
  - le droit des professions de santé paramédicales (infirmier, masseur-kinésithérapeute, pédicure-podologue, ergothérapeute, psychomotricien, orthophoniste, orthoptiste, manipulateur d’électroradiologie médicale, technicien de laboratoire médical, audioprothésiste, opticien-lunetier, prothésiste, orthésiste, diététicien, aide-soignant, auxiliaire de puériculture, ambulancier, assistant dentaire) ;

- pour ce qui concerne l’exercice institutionnel des activités de santé :
  - le droit des institutions sanitaires, également dénommé droit hospitalier, qui concerne les activités des établissements de santé publics et privés (hôpitaux, cliniques) ;
  - le droit des institutions sociales et médico-sociales, qui encadre l’exercice des activités sociales et médico-sociales prestées par des établissements ou services ;

- pour ce qui concerne l’exercice d’activités supports aux activités de santé :
  - le droit pharmaceutique, qui gouverne les activités de conception, de production et de commercialisation des médicaments et des dispositifs médicaux par la laboratoires pharmaceutiques et les officines ;
  - la bioéthique, qui décrit l’encadrement juridique de l’emploi des biotechnologies en santé, de la recherche impliquant la personne humaine, du don et de l’utilisation des produits et éléments issus du corps humain, des situations de soins du début et de la fin de vie.

En France, les dispositions du droit de la santé résultent pour l’essentiel du Code de la santé publique (CSP), du Code de l’action sociale et des familles (CASF) et du Code de la sécurité sociale (CSS).